# Kids Fun Folk
Międzynarodowy Dziecięcy Festiwal Folkloru KIDS FUN FOLK – organizowany corocznie od 2010, międzynarodowy festiwal kulturalny, promujący muzykę, kulturę i taniec folklorystyczny różnych krajów, w wykonaniu pochodzących z nich zespołów dziecięcych (do 14 roku życia) Współorganizatorem imprezy jest dziecięcy zespół folklorystyczny Cepelia-Poznań.
Festiwal odbywa się w połowie czerwca w Poznaniu, ale towarzyszące mu koncerty i występy mają miejsce również w miejscowościach ościennych, a także w wielkopolskich szkołach.
Wśród dotychczasowych wykonawców znajdują się dziecięce zespoły ludowe z m.in. Polski, Czech, Bułgarii, Gruzji, Kolumbii, Ukrainy, USA, Węgier, Słowacji, Indii i Malezji, a także jedyny w Polsce Integracyjny Klub Tańców Polskich, w którym tańczą dzieci niepełnosprawne ruchowo.
Ósma edycja festiwalu odbyła się w okresie 20-25 czerwca 2017 roku.